# 三浦義武
三浦 義武（みうら よしたけ、1899年 - 1980年2月8日）は、日本の喫茶店店主、政治家である。缶コーヒーの発明者。息子は小説家の三浦浩。

## 来歴・人物
1899年（明治32年）、島根県那賀郡井野村（現・浜田市）で豪農の家に生まれる。浜田中学校卒業後、上京して早稲田大学法科に進学。在学中は茶に親しみ、卒業後は東京郊外で茶の販売店を営む。昭和に入り、日本橋の白木屋でコーヒー豆を挽き売りするようになる。三浦のコーヒー狂ぶりは相当なもので、研究のために銀座や丸の内の有名コーヒー店を飲み歩き、中毒のようになって倒れたこともままあったという。研鑽を積み、ネルを使った独自の手法で濃厚で香り高いコーヒーを作り出した。2枚重ねたネル袋にコーヒー粉を大量に入れて、常温の水を少しずつかけて撹拌し、最後に仕上げとして熱湯を注ぐ方法で、「カフェ・ラール」と称された。そのため「ネルドリップコーヒーを極めた男」とも呼ばれる。
1935年（昭和10年）から5年間、土曜日の午後に日本橋白木屋デパートで「三浦義武のコーヒーを楽しむ会」を開催して評判となった。会費1円でコーヒー飲み放題、サンドイッチ食べ放題で、菊池寛、藤田嗣治、岸田國士、山田耕筰といった文化人も常連だった。日中戦争の激化から米英との対立に向かう軍国体制下で「敵国の飲み物を普及させている」と批判され、役人による中止命令を受け、1942年(昭和17年)に妻子と共に井野村へ帰る。
太平洋戦争終戦直前の1945年（昭和20年）3月12日に井野村長に就任。戦後、第22回衆議院議員総選挙に国民協同党から出馬するも落選し、1947年（昭和22年）の第2次公職追放で井野村長を退任。農地改革による豪農・地主への打撃もあり、苦難の時代となった。
1950年（昭和25年）にコーヒー豆の輸入が再開されたことを受け、翌年から紺屋町に「ヨシタケコーヒー店」を開店。かつてのように研究に没頭する生活を送る。1963年（昭和38年）から缶コーヒーの開発に乗り出した。東洋製缶の協力を得て腐食しにくい缶を開発してもらい、試作品を2年後に開封して、低温殺菌して詰めたコーヒーの香り・味が劣化していないことを確認した。こうして1965年（昭和40年）9月14日、世界初の缶コーヒー「ミラ・コーヒー」（「ミウラ」と「ミラクル」によるネーミングとされる）を日本橋三越本店で発売。友人の司馬遼太郎は「絵画において富岡鉄斎、陶芸において柿右衛門」と喩えて賞賛。作家の小島政二郎も『日本経済新聞』紙上で、香り、甘み、酸味、苦味と美しさが（缶ではない）本物に劣らないと評した。
ミラ・コーヒーの評価は高かったが資金不足に陥り、1968年（昭和43年）に製造を中止した。上島珈琲が缶のコーヒー入り乳飲料「コーヒーオリジナル」を発売するのは翌年の事である。
その後はヨシタケコーヒー店の一店主として研究と味わいの日々を送った。同店は1978年（昭和53年）に閉店。三浦は1980年（昭和55年）に死去した。墓所は生家跡の裏の竹林と八王子霊園にある。

## 「ヨシタケコーヒー」復元
三浦は「カフェ・ラール」の淹れ方について簡単なメモを遺していたのみであった。津和野と同じ島根県の安来市にある加納美術館館長の神英雄が、飲んだことがある体験者や元店員に聞き取りから淹れ方を復元。浜田市が「ヨシタケコーヒー」を出す喫茶店の認証制度を設けている。